# 青賀原神社
青賀原神社（あおがはらじんじゃ）は、大阪府河内長野市にある神社。旧社格は村社。

## 祭神
祭神は丹生大明神、高野大明神、久爾津神、稲荷大明神と伝えられている。

この丹生大明神は、784年（延暦3年）、紀州かつらぎ（現在の和歌山県かつらぎ町）天野の里より奉還安置され、月読之尊と同一神と伝えられている。

## 歴史
創建は伝承上では1180年（治承4年）とされている。本社殿は江戸時代初期に建立されたとされる。1904年（明治40年）に小山田地区にある住吉神社に合祀されたが、合祀後も地元住民によって祭祀が続けられた。

## 現地情報
所在地
- 大阪府河内長野市下里町933番地

交通アクセス
- 最寄駅：南海高野線及び近鉄長野線河内長野駅下車後南海バス天野山線に乗車し、バス停「下里口」下車から徒歩約18分（北へ約1.5km）